# Paroplites australis
Paroplites australis  (лат.) — вид жуков-усачей из подсемейства прионин. Распространён в Австралии. Кормовым растением личинок является Banksia marginata. Длина тела готовящихся к окукливанию личинок 55—70 мм. Тело белое, крупное, цилиндрическое, назад сужающееся.